# Cedrasco
Cedrasco (lombardul: Scedrasch vagy Sedrasch) település Olaszországban, Sondrio megyében. Lakosainak száma 421 fő (2023. január 1.). Cedrasco Berbenno di Valtellina, Caiolo, Foppolo, Fusine és Postalesio községekkel határos.

## Népesség
A település népességének változása:
| Lakosok száma | 456  | 442  | 421  |
|               | 2017 | 2018 | 2023 |